# Arizona State Route 83
Die Arizona State Route 83 (kurz AZ 83) ist eine State Route im US-Bundesstaat Arizona, die in Nord-Süd-Richtung verläuft.
Die State Route beginnt am Interstate 10 nahe Vail südöstlich von Tucson und endet am Parker Canyon Lake. Bei Sonoita trifft sie auf die Arizona State Route 82. Die Straße durchquert die Countys Pima, Cochise und Santa Cruz.